# استاروتومباگوشوو
استاروتومباگوشوو (انگلیسی: Starotumbagushevo) یک شهرک در شهرستان شارانسکی استان باشقیرستان کشور روسیه است.